# Nothocorticium patagonicum
Nothocorticium patagonicum är en svampart som beskrevs av Gresl. & Rajchenb. 1999. Nothocorticium patagonicum ingår i släktet Nothocorticium och familjen Corticiaceae.   Inga underarter finns listade i Catalogue of Life.